# Georgios Grivas

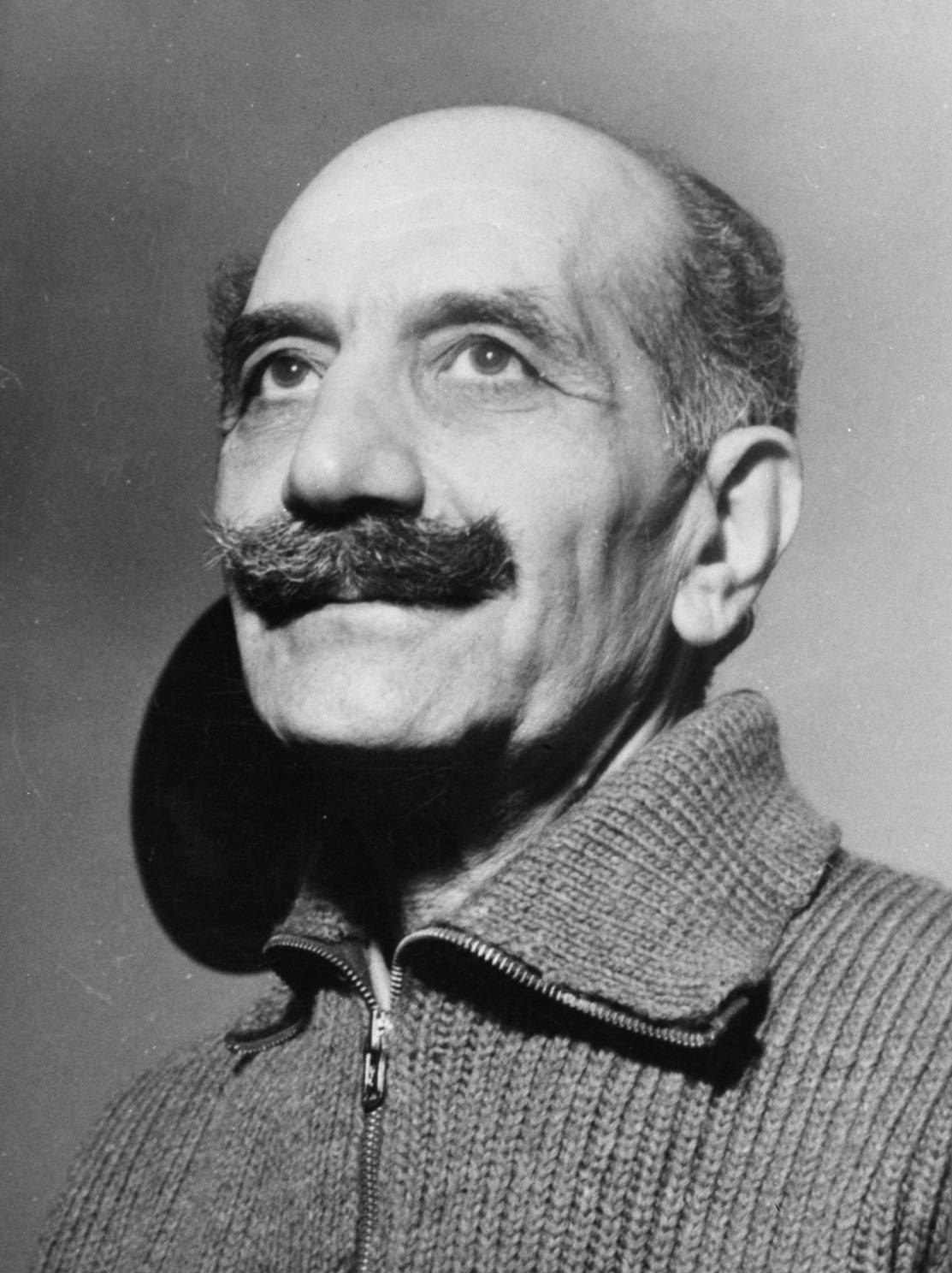
Georgios Grivas (1967)

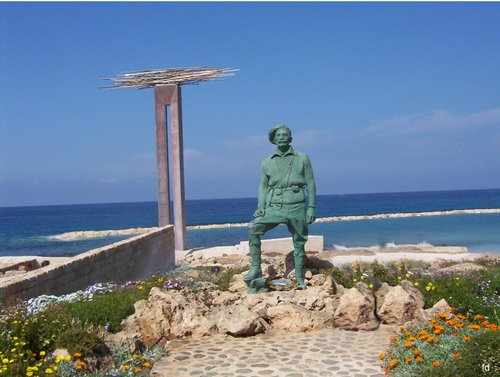
Monument am Meer (2006)

Georgios Grivas, griechisch Γεώργιος Γρίβας (* 23. Mai 1898 in Trikomo; † 27. Januar 1974 in Limassol), auch genannt Digenis (Διγενής), war  ein rechtsgerichteter Widerstandskämpfer in Griechenland und Anführer der „Nationalen Organisation zyprischer Kämpfer“ (EOKA), einer nationalistischen Organisation, die sich als Guerilla unter Einschluss von Terrorakten gegen die britische Kolonialherrschaft und schließlich gegen die Zyperntürken wandte.

## Leben
Während der deutschen Besatzung Griechenlands im Zweiten Weltkrieg gründete Grivas die Organisation X. Berühmt wurde er in Griechenland während des dem Zweiten Weltkrieg folgenden Bürgerkrieges. Grivas war Anti-Kommunist und Nationalist und fest davon überzeugt, dass Zypern ein Teil Griechenlands werden müsse.
Am 1. April 1955 nahm Grivas an der Spitze der EOKA den Kampf gegen die britische Kolonialherrschaft auf. Die EOKA befürwortete den Anschluss Zyperns an Griechenland (Enosis). Historische Vorbilder für Grivas waren die alte IRA und die zionistische Irgun. Von 1955 bis 1959 führte die EOKA einen Guerilla-Krieg gegen die britischen Besatzungstruppen auf Zypern, bei dem vornehmlich britische Einrichtungen angegriffen und griechisch-zypriotische Kollaborateure ermordet wurden. Ab 1958 richtete die EOKA ihre Angriffe auch gegen die türkischen Zyprioten, die sich ihrerseits gegen Grivas‘ „Enosis-Pläne“, der politischen Vereinigung mit Griechenland, aussprachen. Die britische Kolonialzeit auf Zypern endete schließlich 1960.
Von 1964 bis 1967 war Grivas Oberbefehlshaber der zypriotischen Nationalgarde. Danach verließ Grivas Zypern und kehrte 1971 heimlich zurück, um mit der Organisation EOKA B (auch EOKA 2 genannt) gegen Zyperns Präsidenten Erzbischof Makarios zu agieren, der gegen eine Vereinigung mit Griechenland war. Zwischen der EOKA B und den griechischen Offizieren der zypriotischen Nationalgarde bestanden enge Bindungen. 1974 starb Grivas in Limassol vermutlich an einem Herzinfarkt und die EOKA B geriet mehr und mehr in den Einflussbereich der griechischen Militärdiktatur.